# 比靈斯鎮區 (北達科他州卡弗利爾縣)
比靈斯鎮區（英語：Billings Township）是位於美國北達科他州卡弗利爾縣的一個鎮區。

## 地方資料
比靈斯鎮區的面積為73.76平方千米，當中陸地面積為73.06平方千米，而水域面積為0.70平方千米。根據2020年美國人口普查的數據，當地共有人口11人，而人口密度為每平方千米0.15人。